# Tylorida seriata
Tylorida seriata là một loài nhện trong họ Tetragnathidae.
Loài này thuộc chi Tylorida. Tylorida seriata được miêu tả năm 1899 bởi Thorell.